# Lappnäs, Lovisa
Lappnäs är en udde i Finland.   Den ligger i den ekonomiska regionen  Lovisa  och landskapet Nyland, i den södra delen av landet, 70 km öster om huvudstaden Helsingfors.
Terrängen inåt land är platt. Havet är nära Lappnäs åt sydost.  Närmaste större samhälle är Lovisa, 9,3 km öster om Lappnäs. 